# 達貝爾灣
66°30′S 65°55′W / 66.500°S 65.917°W

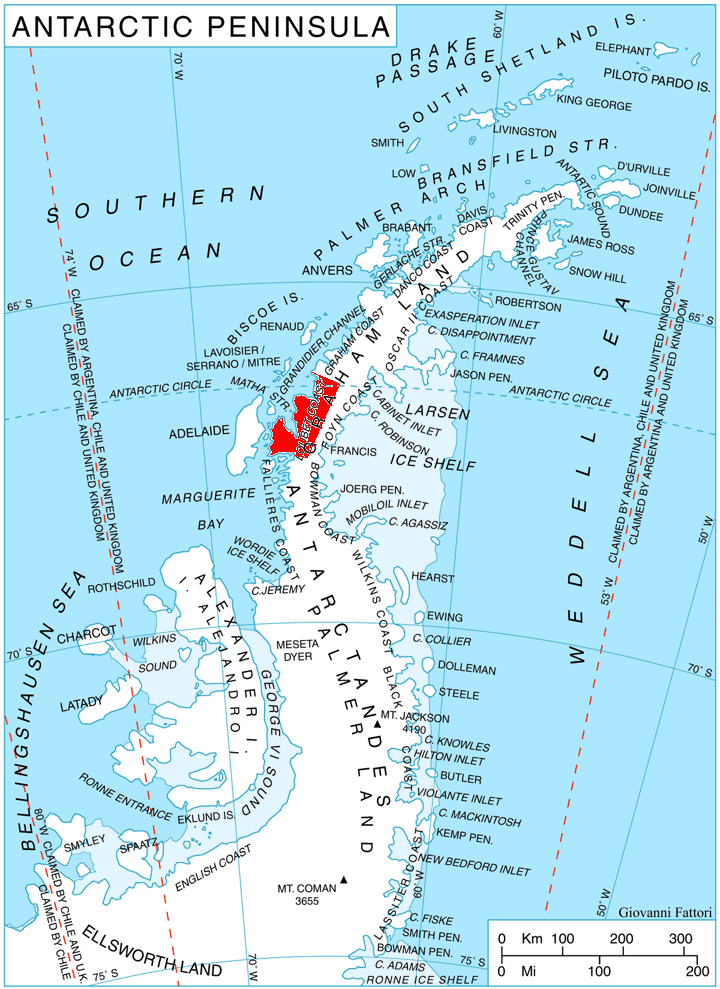

達貝爾灣（英語：Darbel Bay）是南極洲的海灣，位於葛拉漢地，處於斯特雷舍半島和佩爾尼克半島之間，寬50公里，由法國的探險隊發現並繪入地圖，現時由南極條約體系管理。